# 築城站

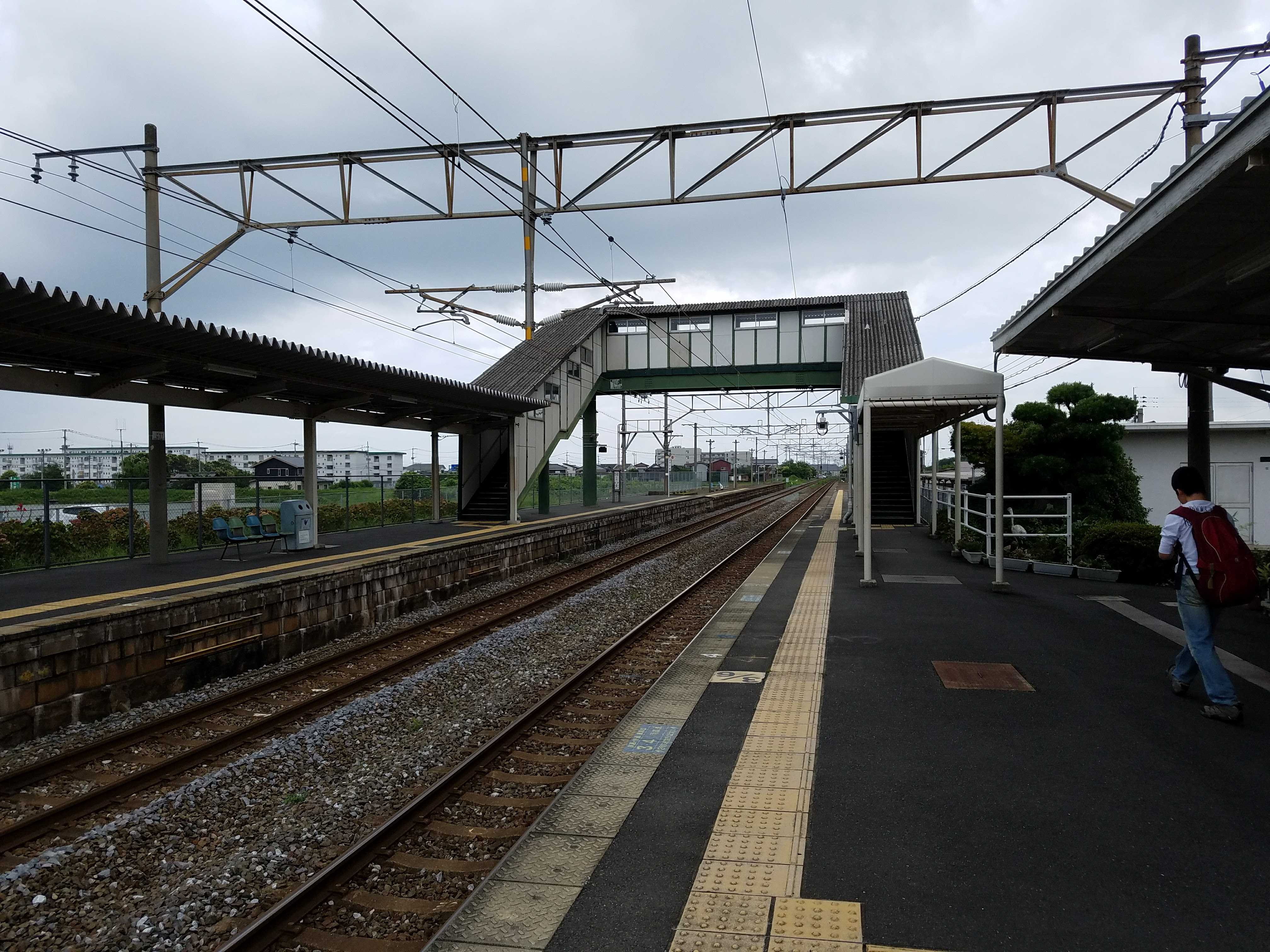
1號月台

築城站（日语：／ Tsuiki eki */?）是位於福岡縣築上郡築上町大字東築城，九州旅客鐵道（JR九州）的日豐本線車站。

## 車站構造
車站是一座地面車站，設有2面2線的相對式月台。各月台上設有跨線橋連接。車站大樓設於上行線，為一座鋼筋混凝土建築物。
此站曾由JR九州鐵道營業負責車站業務，為業務委託車站。車站沒有MARS系統，只有POS終端機。車站沒有自動閘機，只有簡易SUGOCA閘機。2022年3月12日起因應人手精簡，改為無人站。
此站可以使用「SUGOCA」IC卡，以及可以與SUGOCA互相使用的交通系IC卡。車站內設有SUGOCA增值機與可購買SUGOCA。
在直營車站時代，車站設有MARS終端機設備。在築城基地航空祭舉行日2號月台設置了臨時閘口與售票處。

### 月台
| 月台 | 路線      | 上下行 | 方向           |
| ---- | --------- | ------ | -------------- |
| 1    | ■日豐本線 | 上行   | 行橋、小倉方向 |
| 2    | ■日豐本線 | 下行   | 宇島、中津方向 |

## 歷史
- 1933年6月19日：鐵道省日豐本線車站啟用[4][5]。
- 1941年：建設中的海軍航空隊築城飛行場專用線落成[5]。
- 1955年：

- 1月31日：由於築城站周邊發生大火，火災波及車站大樓，使車站大樓完全燒毀。
- 6月23日：站房重建。

- 1967年10月1日：新田原至幸崎站之間電氣化[6]。另外，新田原至築城之間使用新走線[7]。
- 1983年：築城飛行場專用線廢止[5]。
- 1987年4月1日：伴隨國鐵分割民營化，車站由九州旅客鐵道（JR九州）營運[8]。
- 2009年3月1日：可以使用IC卡「SUGOCA」[9]。
- 2022年：

- 3月12日：因應人手精簡，改為無人站。
- 4月1日：因應實際情況，改為簡易委託化。

## 使用狀況
此站位於北九州通勤上學團內，在繁忙時間有許多乘客前往小倉方向。
| 年度   | 1日平均 乘車人次 | 上下車人次 |
| ------ | ---------------- | ---------- |
| 2010年 |                  | 2,029      |
|        |                  |            |
| 2016年 | 761              |            |
| 2017年 | 808              |            |
| 2018年 | 751              |            |
| 2019年 | 743              |            |
| 2020年 | 520              |            |
| 2021年 | 546              |            |
| 2022年 | 581              |            |
| 2023年 | 608              |            |

## 車站周邊
在車站北邊，國道10號對面設有航空自衛隊築城基地，毎年11月下旬都會舉行築城基地航空祭。而在舉行當日，將會臨時增加普通列車班次，而特急列車也臨時停站。

## 相鄰車站
九州旅客鐵道
■日豐本線
■快速（只設上行班次）
行橋←築城←椎田
■普通
新田原－築城－椎田

## 注腳
1. 1 2 3 4 5 6  . 週刊JR全駅・全車両基地 (朝日新聞出版). 2012-09-23, (07): 24.
2. 1 2   (PDF). 九州旅客鉄道株式会社.   [2021-12-23]. （原始内容存档 (PDF)于2022-01-27） （日语）.
3. ↑  SUGOCA 利用可能エリア （页面存档备份，存于） 九州旅客鐵道，截至平成28年3月26日（2016年10月5日參閲）。
4. ↑  日本《官報》第1930號「鐵道省告示第234號」，1933年6月9日：第223頁。
5. 1 2 3 4 5  弓削信夫. . 葦書房（日语：葦書房）. 1993-10-15: 198–200. ISBN 4751205293.
6. ↑  鐵輪、p.151。
7. ↑  弓削信夫. . 葦書房（日语：葦書房）. 1999-01-16: 123–125. ISBN 4751207334.
8. ↑  鐵輪，p.181。
9. ↑  . 交通新聞 (交通新聞社). 2009-03-03: 1.
10. ↑   (PDF) (新闻稿). 九州旅客鉄道. 2022-03-12  [2022-03-17]. （原始内容存档 (PDF)于2024-04-15） （日语）.
11. ↑   (PDF). 九州旅客鐵道.   [2019-03-10]. （原始内容 (PDF)存档于2018-07-17）.
12. ↑   (PDF). 九州旅客鐵道.   [2019-07-27]. （原始内容存档 (PDF)于2019-12-06）.
13. ↑   (PDF). 九州旅客鉄道.   [2020-12-24]. （原始内容存档 (PDF)于2020-08-24）.
14. ↑   (PDF). 九州旅客鉄道.   [2021-09-08]. （原始内容存档 (PDF)于2022-02-27）.
15. ↑   (PDF).   [2024-01-23]. （原始内容存档 (PDF)于2022-08-26）.
16. ↑   (PDF).   [2024-01-23]. （原始内容存档 (PDF)于2023-09-06）.
17. ↑   (PDF).   [2024-01-23]. （原始内容存档 (PDF)于2024-08-31）.
18. ↑  . 交通新聞 (交通新聞社). 2017-11-13: 4.

## 外部連結
- JR九州築城站 （页面存档备份，存于）